# Stanley G. Weinbaum

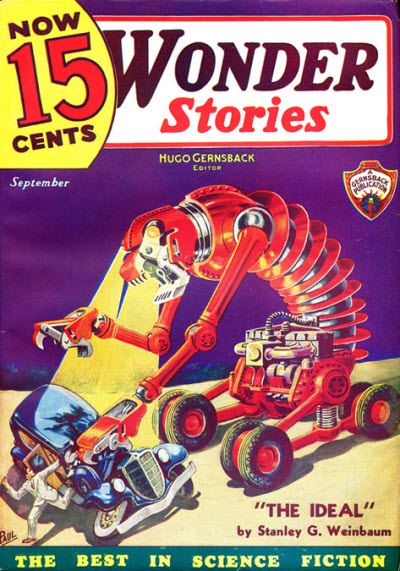
Povestirea „Idealul”, publicată în septembrie 1935 în revista Wonder Stories, a fost prima povestire de copertă a lui Weinbaum într-o revistă de science-fiction. Povestirea „Van Manderpootz” a fost ilustrată de

Stanley Grauman Weinbaum (n. 4 aprilie 1902, Kentucky, SUA – d. 14 decembrie 1935, Kentucky, SUA) a fost un scriitor american de literatură științifico-fantastică. Prima sa povestire, „Odiseea marțiană”, a fost publicată cu mare succes în iulie 1934; extraterestrul Tweel a fost, fără îndoială, primul personaj care a îndeplinit cererea lui John W. Campbell :„Scrie-mi despre o creatură care gândește la fel de bine ca un om, sau mai bine decât un om, dar nu ca un om”. Weinbaum a scris mai multe povestiri și câteva romane, dar a murit de cancer pulmonar în 1935, la mai puțin de un an și jumătate după apariția primei sale povestiri.

## Viață și carieră
Weinbaum s-a născut în Louisville, Kentucky, ca fiul Stellei (născută Grauman) și al lui Nathan A. Weinbaum. Familia sa a fost de origine evreiască. A studiat la școala din Milwaukee, apoi a urmat cursurile Universității Wisconsin din Madison, mai întâi având ca specializare ingineria chimică, dar mai târziu a trecut la limba engleză ca specializare, dar contrar părerii majorității cititorilor săi, nu a absolvit. Din cauza unui pariu, Weinbaum a dat examenul în numele unui prieten, iar mai târziu a fost descoperit; astfel a părăsit universitatea în 1923.
El este cel mai bine cunoscut pentru revoluționara sa povestire științifico-fantastică, „Odiseea marțiană”, care descrie un extraterestru simpatic, dar categoric non-uman, Tweel sau Tweerl, inspirat probabil de zeul Thot. Și mai remarcabil, aceasta a fost prima sa povestire științifico-fantastică (în 1933 i s-a publicat un roman de dragoste, The Lady Dances, de către King Features Syndicate, care l-a publicat în foileton în ziarele sale la începutul anului 1934). Isaac Asimov a descris „Odiseea marțiană” ca „o povestire științifico-fantastică campbelliană perfectă, care a apărut înaintea operei lui John W. Campbell. Într-adevăr, Tweel poate fi prima creatură din science fiction care a îndeplinit provocarea lui Campbell, „scrie-mi despre o creatură care gândește la fel de bine ca un om, sau mai bine decât un om, dar nu ca un om”. Asimov a continuat să o descrie ca fiind una dintre cele trei povestiri care au schimbat modul în care au fost scrise restul operelor ulterioare din genul science fiction. Este cea mai veche povestirea (și unul dintre cele care a fost cel mai mult votată) care a fost aleasă de SFWA pentru a fi inclusă în The Science Fiction Hall of Fame, Volume One, 1929–1964.
Majoritatea lucrărilor care au fost publicate în timpul vieții sale au apărut ori în Astounding, ori în Wonder Stories. Cu toate acestea, câteva dintre lucrările lui Weinbaum au apărut pentru prima dată în unul dintre primele fanzine, Fantasy Magazine, (succesorul lui Science Fiction Digest) în anii 1930, inclusiv o „Schiță autobiografică” în numărul din iunie 1935. Contrar părerii majorității cititorilor săi, Weinbaum nu a fost unul dintre contribuitorii la serialul cu mai mulți autori Cosmos din Science Fiction Digest/Fantasy Magazine. Însă a contribuit la povestirea cu mai mulți autori „The Challenge From Beyond”, publicată în numărul din septembrie 1935 al Fantasy Magazine. În momentul morții sale, Weinbaum scria un roman, Trei care dansau (Three Who Danced). În acest roman, Prințul de Wales este prezent în mod neașteptat la un dans într-o comunitate americană obscură, unde dansează cu trei dintre fetele locale, alegând-o pe fiecare dintr-un motiv diferit. Viața fiecărei fete este schimbată (fericit sau tragic) ca urmare a atenției neașteptate pe care o primește. În 1993, văduva sa, Margaret Hawtof Kay (n. 1906 în Waco, Texas), a donat lucrările Bibliotecii Universității Temple din Philadelphia, Pennsylvania. Au fost donate și câteva manuscrise nepublicate, printre care Three Who Danced, precum și alte povestiri nepublicate (în mare parte povestiri de dragoste, dar au existat și alte câteva scrieri de non-ficțiune și ficțiune, dar niciuna dintre ele în genul științifico-fantastic).
„The Adaptive Ultimate” (sub pseudonimul John Jessel) a apărut în numărul din noiembrie 1935 al revistei Astounding Magazine și este despre un tratament medical experimental care a mers prost. O versiune cinematografică a povestirii sale „The Adaptive Ultimate” a fost lansată în 1957 sub titlul She Devil, cu Mari Blanchard⁠(d), Jack Kelly⁠(d) și Albert Dekker în rolurile principale. Povestirea a fost dramatizată și pentru televiziune, un episod Studio One intitulat „Kyra Zelas” (numele personajului) a fost difuzat la 12 septembrie 1949. O dramatizare radio a „The Adaptive Ultimate” a fost interpretată în emisiunea CBS antologică Escape din anii 1950.

## Distincții și premii
Un crater de pe planeta Marte este numit în onoarea lui Weinbaum. La 18 iulie 2008, i s-a acordat post-mortem Cordwainer Smith Rediscovery Award.

## Recepție critică
Lester del Rey a declarat că „Weinbaum, mai mult decât orice alt scriitor, a ajutat la scoaterea domeniului nostru din stagnarea începutului anilor 1930 și a contribuit la începuturile science-fiction-ului modern”.
H. P. Lovecraft  a declarat că scrisul lui Weinbaum a fost ingenios și s-a aflat la kilometri deasupra celorlalți scriitori Pulp Fiction în crearea sa de lumi cu adevărat extraterestre, în comparație cu Edgar Rice Burroughs și poveștile sale „nebunești” despre „prințese care depun ouă”. 
Frederik Pohl a scris că, înainte de Weinbaum, extratereștrii științifico-fantastici „erau fie pisici, șopârle, furnici, oameni rachetă; dar ei au fost, întotdeauna și incurabil, bărbați. Weinbaum a schimbat asta... diferența de orientare – în impulsuri, obiective și procese de gândire – a făcut ca extraterestrul la Weinbaum să fie atât de proaspăt și plin de satisfacții în science fiction-ul de la mijlocul anilor 1930”. „Ideea lui revoluționară”, a adăugat Pohl, a fost să „oferă un fel de realitate tridimensională personajelor”, spre deosebire de „catalogul animat de gadgeturi” al lui Hugo Gernsback.
Cu toate acestea, Everett F. Bleiler⁠(d) a considerat că, deși Weinbaum „a fost în general considerat cel mai promițător autor de SF al zilelor sale”, reputația sa este exagerată. În timp ce „Stilul Weinbaum a fost mai plin de viață decât cel al contemporanilor săi de gen, și el a fost imaginativ în detalii de fundal,... lucrarea lui a fost o ficțiune pulp obișnuită, cu pasaje de rutină, schițate în grabă, cu multe clișee de idei.
Alexei și Cory Panshin⁠(d)  au concluzionat că „Timpul a înghițit ceea ce au fost cândva virtuțile particulare ale lui Weinbaum. Ce a mai rămas pare straniu și ciudat.”

## SeriaPlanetary
Toate cele nouă povestiri din seria (inter)planetară (Planetary) ale lui Weinbaum au loc într-un sistem solar consistent, care a fost descris precis din punct de vedere științific conform standardelor anilor 1930. Marțienii aviari, botanici din „Odiseea marțiană” și „Valea viselor”, de exemplu, sunt menționați în „Redemption Cairn” și „The Red Peri”, iar triopții venusieni cu trei picioare din „Parasite Planet” și „The Lotus Eaters” sunt menționați în „Luna nebună”, iar dăunătorii vicioși, pseudo-mamiferi din această povestire apar și în „Valea viselor” ca antagoniști minori. Creatorii de piramide (Pyramid-Makers) de pe Marte sunt menționați în „Tidal Moon”. În sistemul solar al lui Weinbaum, în conformitate cu ipoteza nebuloasei solare actuale, giganții gazoși radiază căldură, suficientă pentru a-și încălzi sateliții la temperaturi asemănătoare Pământului, permițând medii asemănătoare Pământului pe Io, Europa, Titan și chiar pe Uranus. Marte este, de asemenea, suficient de asemănătoare Pământului pentru a permite oamenilor să meargă neprotejați pe suprafața sa (după antrenamente în camere cu aer rarefiat).
„Odiseea marțiană” și „Valea viselor” sunt singurele povestiri ale lui Weinbaum care au loc pe planeta Marte.

## Povestirile cu Van Manderpootz
Trei povestiri se ocupă de Dixon Wells, un playboy mereu greoi care se confruntă cu invențiile prietenului său și fost instructor în „Fizica nouă”, profesorul Haskel van Manderpootz, un geniu extrem de ne-modest care îl consideră pe Albert Einstein drept egalul său (sau ușor inferior). În „The Worlds of If”, Wells testează o invenție care dezvăluie ce ar fi putut fi; în „Idealul”, profesorul creează un dispozitiv care poate arăta imaginea idealului unei persoane (în cazul lui Wells, femeia lui perfectă); invenția din „The Point of View” permite cuiva să vadă lumea din perspectiva altuia. În toate trei, Wells o găsește și apoi o pierde pe femeia visurilor sale.

### Romane
- The Lady Dances (King-Features Syndicate 1933) - Această lucrare (publicată sub pseudonimul „Marge Stanley”)[20] a fost publicată în foileton în ziar la începutul anului 1934 și este acum disponibilă ca titlu tipărit la cerere.
- Noul Adam (The New Adam, editura Ziff-Davis 1939)
- The Black Flame⁠(d) (Flacăra Neagră) Roman publicat inițial în 1939, republicat de Fantasy Press în 1948. Roman postapocaliptic care începe la câteva sute de ani după ce cea mai mare parte a omenirii este distrusă de o pandemie și spune povestea unei familii de nemuritori care caută să cucerească lumea prin știință avansată. Un frate și o soră au devenit nemuritori. Sora, Margareta de Urbs, cunoscută sub numele de „Margota Neagră”, este un fel de Ioana d'Arc în partea „Zorii Flăcării” ("Dawn of Flame"), unde conduce lupta împotriva mutanților umani. În „Flacăra Neagră”, ea a înnebunit și constată că nemurirea poate fi plictisitoare.
- The Black Flame (Ediție completă restaurată) (ed. Tachyon Publications 1997; ISBN: 0-9648320-0-3 )
- The Dark Other sau The Mad Brain (ed. Fantasy Publishing Company 1950). Roman de groază despre Patricia Lane care este îndrăgostită de Nicholas Devine, un scriitor liniștit și blând. Nicholas însă suferă schimbări bruște, devenind rece și calculat. Speriat de acest lucru, Lane îl consultă pe psihologul Dr. Carl Horker, care o salvează de Nicholas în timp ce ea se afla sub influența uneia dintre vrăjile acestuia. Nicholas Devine îl atacă din nou pe Horker și îl învinge. El este apoi împușcat de Lane și dus de urgență la un spital unde un al doilea creier îi este descoperit și îndepărtat.

### Povesti
- "A Martian Odyssey" în numărul 7/1934 al revistei Wonder
  - ro. „Odiseea marțiană”, traducere Ion Hobana, în Odiseea marțiană: Maeștrii anticipației clasice, Editura Minerva (Biblioteca pentru toți, #863), 1975[21]
- "Valley of Dreams" în numărul 11/34 Wonder
  - ro. „Valea viselor”, traducere Mihaela Crișan, Anticipația CPSF nr. 536, iulie 1996[22]
- "Flight on Titan" în numărul 1/35 Astounding
- "Parasite Planet" în numărul 2/35 Astounding
- "The Lotus Eaters" în numărul 4/35 Astounding
- "Pygmalion's Spectacles" în numărul 6/35 Wonder
- "The Worlds of If" în numărul 8/35 Wonder
- "The Challenge From Beyond" în numărul 9/35 Fantasy Magazine (Weinbaum a scris primele 800+ cuvinte  ale povestirii, restul a fost scris de Donald Wandrei, E. E. Smith, Harl Vincent și Murray Leinster)
- "The Ideal" în 9/35 Wonder
  - ro. „Idealul”, traducere Mihaela Crișan, Anticipația CPSF nr. 540, nov. 1996[23]
- "The Planet of Doubt" în numărul 10/35 Astounding
- "The Adaptive Ultimate" în numărul 11/35 Astounding (ca John Jessel)
- "The Red Peri" în numărul 11/35 Astounding
- "The Mad Moon" în numărul 12/35 Astounding
  - ro. „Luna nebună”, traducere Monica Dumitriu, Anticipația CPSF nr. 541, dec. 1996[24]

#### Lucrări publicate postum
- „The Point of View” în 1/1936 Wonder
- „Smothered Seas” în 1/36 Astounding (împreună cu Roger Sherman Hoar, care a folosit pseudonimul Ralph Milne Farley)
- „Yellow Slaves” în 2/36 True Gang Life (împreună cu Roger Sherman Hoar, care a folosit pseudonimul Ralph Milne Farley)
- „ Redemption Cairn ” în 3/36 Astounding
- "The Circle of Zero", „Cercul lui Zero” în 8/36 Thrilling Wonder
- "Proteus Island" în 8/36 Amazing
  - ro. „Insula Proteus”, traducere Sorin Casapu, Anticipația CPSF nr. 537, aug. 1996[25]
- „Graph” în 9/36 Fantasy Magazine
- „The Brink of Infinity” în 12/36 Thrilling Wonder
- „Shifting Seas” în 4/37 Amazing (anticipează discuțiile despre schimbările climatice din cauza schimbărilor din Curentul Golfului)
- "Revolution of 1950", „Revoluția din 1950” 10-11/38 Amazing (împreună cu Roger Sherman Hoar, care a folosit pseudonimul Ralph Milne Farley)
- „Tidal Moon ” în 12/38 Thrilling Wonder (cu Helen Weinbaum, sora lui)
- „Flacăra Neagră”, "The Black Flame"  în 1/39 Amazing
- "Dawn of Flame" în 6/39 Thrilling Wonder
- „Strălucirea verde a morții” , „Green Glow of Death” în 7/57 Crack Detective and Mystery Stories
- The King's Watch, Posthumous Press, 1994, carte cu copertă dură, cu prefață și semnată de Robert Bloch și cu o fotografie a grupului de scriitori, The Milwaukee Fictioneers, de care aparțineau atât Weinbaum cât și Bloch. (Această povestire este o variantă a „Strălucirea verde a morții”  din 7/57 Crack Detective and Mystery Stories.)

### Culegeri de povestiri si poezii
- The Best of Stanley G. Weinbaum, Ballantine, 1974
- Lunaria și alte poezii, Lunaria and Other Poems, The Strange Publishing Company 1988
- Inima Neagră, The Black Heart, Editura Leonaur (Leonaur Publishing), 2006
- Dawn of Flame: The Stanley G. Weinbaum Memorial Volume, Conrad H. Ruppert, 1936
- Interplanetary Odysseys, Editura Leonaur, 2006
- A Martian Odyssey and Other Science Fiction Tales, Hyperion Press, 1974
- A Martian Odyssey and Others, Fantasy Press⁠(d), 1949
- A Martian Odyssey and Other Classics of Science Fiction, Lancer, 1962
- Alte Pământuri, Other Earths, Editura Leonaur, 2006
- The Red Peri, Fantasy Press, 1952
- Strange Genius, Editura Leonaur, 2006